# Gürgendağ, İlkadım
Gürgendağ là một xã thuộc quận İlkadım, tỉnh Samsun, Thổ Nhĩ Kỳ. Dân số thời điểm năm 2010 là 421 người.